# Flottenbauprogramm
Unter Flottenbauprogramm versteht man im Allgemeinen das politische Programm eines Staates zum Aufbau oder Erweiterung einer eigenen Flotte, meist einer Kriegsflotte, also zur Aufrüstung zur See.
Das aus der Geschichte der Antike bekannte Flottenbauprogramm des Themistokles im Athen des fünften vorchristlichen Jahrhunderts war die entscheidende Vorbereitung für den Sieg der Griechen bei der Schlacht von Salamis und begründete die Thalassokratie Athens im Mittelmeerraum. Ein ähnliches Programm ermöglichte im dritten Jahrhundert vor Christus den Sieg Roms über die Karthager.
Ein Beispiel für nicht vorrangig militärische Flottenbauprogramme ist das des chinesischen Kaisers Yongle im 15. Jahrhundert, ausgeführt von Zheng He, der eine repräsentative Handelsflotte bauen ließ und damit zahlreiche Entdeckungsreisen unternahm.
Zu den bekanntesten Flottenbauprogrammen zählen die Flottengesetze des Admiral von Tirpitz im Deutschen Reich unter Kaiser Wilhelm II., welche zu einem Wettrüsten mit Großbritannien führten und mit zu den Ursachen gezählt werden, warum der Erste Weltkrieg ausbrach.
Tirpitz’ Ziel war der Bau einer Risikoflotte (diese sollte im Falle eines Angriffs ein Risiko für England darstellen). England hingegen wollte den „Two-Power-Standard“ erhalten, also eine Flotte haben, die so mächtig war wie die zwei nächstschwächeren (Russland und Frankreich) zusammen.
Die Washingtoner Flottenkonferenz markierte nach dem Ersten Weltkrieg auch pro forma das Ende des maritimen Rüstungswettlaufs.
De facto war er auch deshalb zu Ende, weil Fortschritte im Flugzeugbau die militärische Bedeutung großer Schiffe relativiert hatten: ein einziges kleines Flugzeug konnte einen Torpedo abwerfen, der ein großes Schiff versenkte.
Das Emergency Shipbuilding Program (deutsch: Notfall-Schiffbauprogramm) war ein in den Jahren 1940 bis 1945 durchgeführtes Schiffbauprogramm der Vereinigten Staaten.

## Flottenbauprogramme (Auswahl)
- Flottengesetze (1898 u. 1900) – Deutschland
- Maru 1 Keikaku (1931) – Japan
- Z-Plan (1939) – Deutschland
- Two-Ocean Navy Act (1940) – Vereinigte Staaten
- Marine der 600 Schiffe (1980) – Vereinigte Staaten